# Giancarlo Zagni
Giancarlo Zagni, né à Bologne le 4 novembre 1926 et mort à Rome le 21 mars 2013, est un réalisateur, scénariste et producteur de films italien.

## Biographie
Giancarlo Zagni est né à Bologne le 4 novembre 1926. Il a étudié à la Faculté de médecine de l'université de Bologne, puis a collaboré avec L'avvenire d'Italia et divers autres journaux et magazines.
De 1951 à 1954, il est aide réalisateur de Luchino Visconti dans plusieurs œuvres scéniques et dans le film Senso. Sur le tournage, il fait la connaissance de l'actrice Alida Valli avec qui il commence une relation qui durera seize ans,.
Au cours de cette période, il quitte l'Italie. Son premier déplacement le mène à New York, aux Actors Studio, puis au Mexique, où il dirige des pièces de théâtre et devient le fondateur et professeur à l'École Autonome de Cinéma National à l'université de Mexico.
En 1961, il revint en Italie et fait ses débuts de réalisateur avec le film La Beauté d'Hippolyte, une adaptation du roman du même nom écrit par Elio Bartolini, film qui représente l'Italie à la 12e Festival de Berlin.
En 1966, il est sélectionné pour la Mostra de Venise avec le film-comédie Testa di rapa, qui remporte un prix. Avec ce film, il met un terme à sa carrière de scénariste et réalisateur, mais reste dans l'industrie du cinéma en tant que gérant de la société Italnoleggio devenant producteur et distributeur de films.

## Filmographie partielle

### Comme réalisateur
- 1961 : La Beauté d'Hippolyte (La bellezza di Ippolita)
- 1965 : Humour noir (Umorismo in nero)
- 1966 : Testa di rapa
- 1968 : Candy

### Comme scénariste
- 1968 : Django, prépare ton exécution (Execution), de Domenico Paolella.